# Wulf-Heinrich von Thienen
Wulf Heinrich von Thienen (* 2. Januar 1736; † 1814) war ein dänischer General unter zwei dänisch-norwegischen Königen und Hofchef, also Obersthofmeister, am augustenburgischen Hof aus dem Adelsgeschlecht der Thienen.

## Familie
Wulf Heinrich von Thienen wurde am 2. Januar 1736 als Sohn des Henning von Thienen († 1782) zu Kühren und der Friederike Dorothea von
Ahlefeld geboren.

## Leben
Wulf Heinrichs Onkel der dänische Oberstleutnant Wulf Heinrich von Thienen verschaffte ihm 1755 eine Stelle als Page am augustenburgischen Hof auf Alsen. Im Jahr 1757 wird er Leutnant des augustenburgischen Bataillons und später Major im schleswig-holsteinischen Infanterieregiment.
Anschließend wird Wulf Heinrich von Thienen Flügeladjutant des Königs Christian VII. von Dänemark und Norwegen und später General. Er diente als General sowohl unter Christian VII. als auch unter dessen Sohn Friedrich VI. Im Alter wurde von Thienen Hofchef am augustenburgischen Hof, wo er im Jahr 1814 im Alter von 78 Jahren stirbt.
| Personendaten    | Personendaten              |
| ---------------- | -------------------------- |
| NAME             | Thienen, Wulf-Heinrich von |
| ALTERNATIVNAMEN  | Thienen, Wulf Heinrich von |
| KURZBESCHREIBUNG | dänischer General          |
| GEBURTSDATUM     | 2. Januar 1736             |
| STERBEDATUM      | 1814                       |